# フォート・ブラッグ
フォート・ブラッグ（英: Fort Bragg）は、アメリカ合衆国ノースカロライナ州に所在する50,000人以上の職員が務める稼働人数が世界最大の軍事施設である。面積は251平方マイル (650 km2)で、東京都区部より広い。アメリカ陸軍特殊作戦コマンドの司令部など多くの重要施設を有する。
1918年9月4日にキャンプ・ブラッグ（Camp Bragg）として建設された。名前は南北戦争で南軍の将軍を務めたブラクストン・ブラッグに由来する。1922年9月30日、恒久的な陸軍基地に昇格しフォート・ブラッグ（英語：Fort Bragg、表記の揺れ：フォートブラッグ、フォートブラッグ基地）となった。
2023年6月2日、人種差別を行っていた南軍関連の名称を変更する取り組みの一環でフォート・リバティ（Fort Liberty）に改名されたが、政権交代後の2025年2月14日に陸軍は名称をフォート・ブラッグへ即時に戻すことを発表した。今回の由来はブラクストン・ブラッグではなく、第二次世界大戦でシルバースターを受賞したローランド・L・ブラッグ陸軍上等兵と説明されている。3月7日、式典が開催され正式にフォート・ブラッグに改名された。

## 歴史

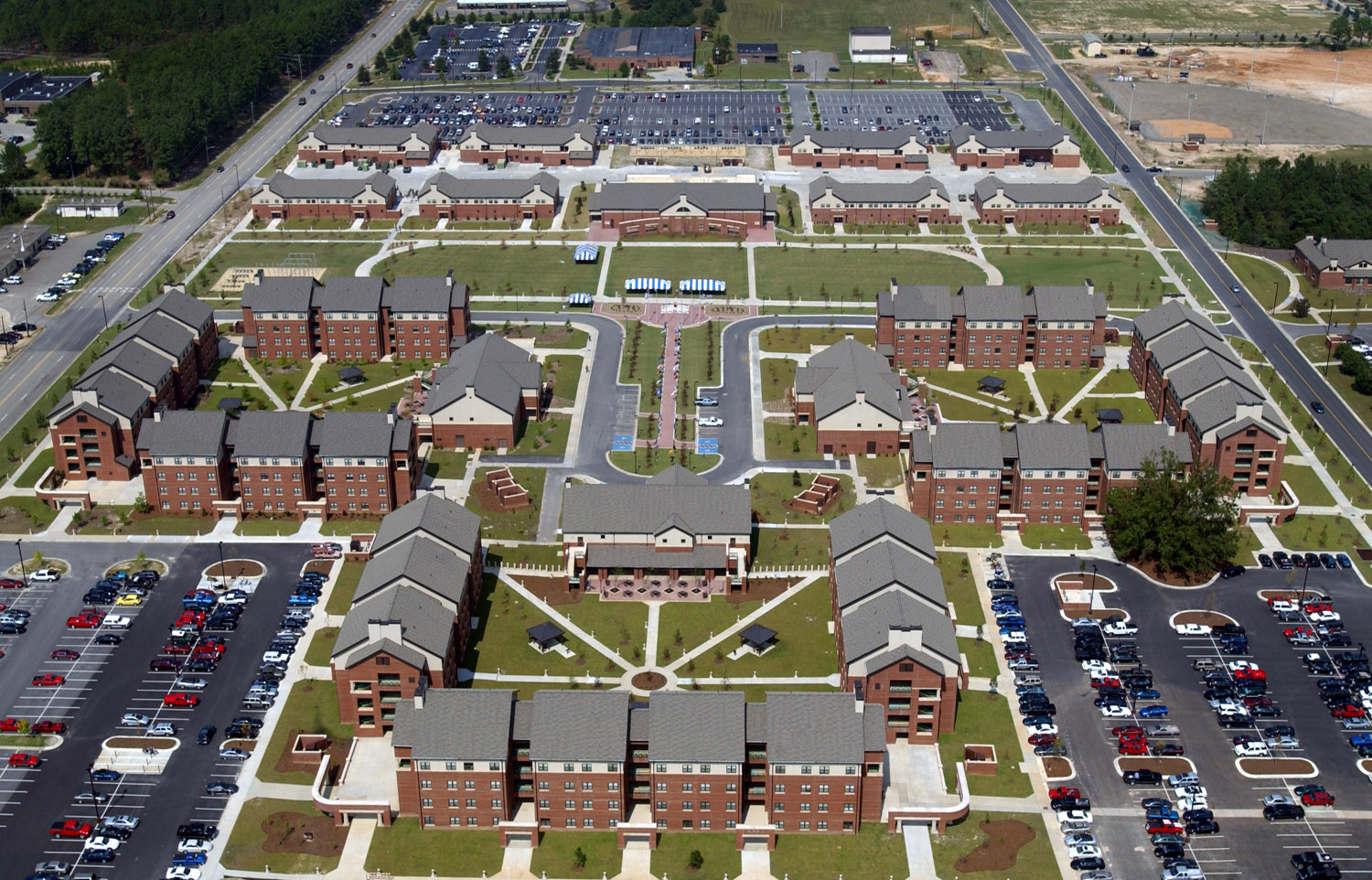
フォート・ブラッグの第82空挺師団、第1旅団の兵舎

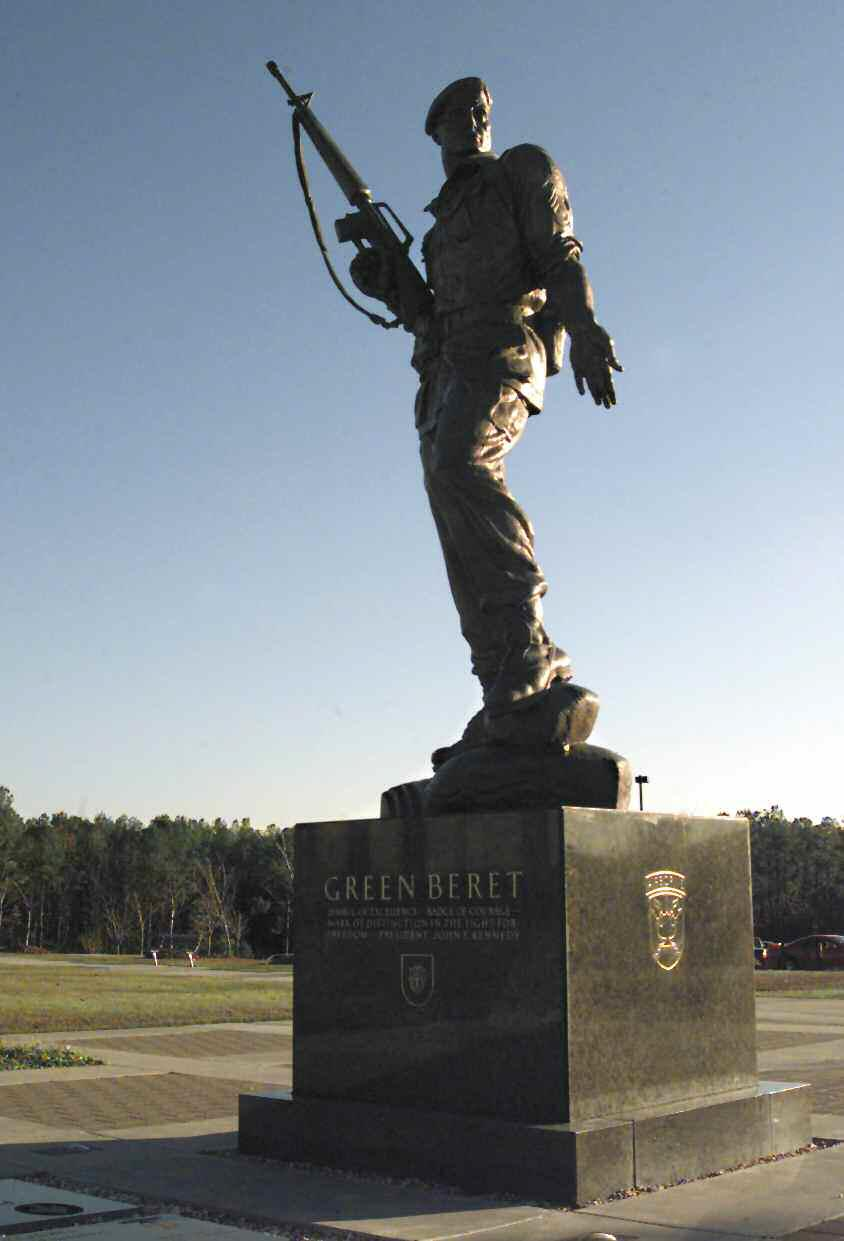
特殊作戦記念像

### 第一次世界大戦
この基地は、年間を通して訓練に適した気候・水・地形・鉄道の要素から選ばれ、1918年に砲兵訓練場として設立された。近くには、飛行中に殺された Harley H. Pope 中尉を称えて Pope Field と1919年に名付けられた射弾観測用飛行機・気球を運用する飛行場があった。

### 第二次世界大戦
第二次世界大戦中、1940年までは職員は5,400人に達していたが、翌年には6万7000人に膨れ上がった。

### 改名
2023年6月2日、フォート・ブラッグからフォート・リバティへと改名された。
2025年2月14日、フォート・リバティからフォート・ブラッグへと改名された。

## 配属部隊
- 第18空挺軍団 (アメリカ軍)
  - 司令部
  - 第82空挺師団 (アメリカ軍)
    - 第82空挺師団司令部、大隊司令部
    - 1st Infantry Brigade Combat Team
    - 2nd Infantry Brigade Combat Team
    - 3rd Infantry Brigade Combat Team
    - 82nd Airborne Division Artillery
    - 82nd Airborne Division Sustainment Brigade

  - 第18野戦砲兵旅団
  - en:20th Engineer Brigade (United States)

- アメリカ陸軍特殊作戦コマンド
  - アメリカ陸軍特殊部隊群
    - 司令部・司令部関連組織
    - 1st Special Forces Command Intelligence Battalion
    - 3rd Special Forces Group (Airborne)

  - United States Army Special Operations Aviation Command
  - 4th Military Information Support Group (Airborne)
  - 95th Civil Affairs Brigade (Airborne)
  - 528th Sustainment Brigade (United States)
  - ジョン・F・ケネディ特殊戦センター・アンド・スクール

- 他
  - 1st Theater Sustainment Command
  - 525th Military Intelligence Brigade
  - 16th Military Police Brigade
  - 44th Medical Brigade
  - 108th Air Defense Artillery Brigade
  - 1st Battalion, 313th Regiment (Logistics Support Battalion)
  - 407th Brigade Support Battalion
  - 127th Brigade Engineer Battalion
  - B Company, 249th Engineer Battalion (Prime Power)
  - 50th Expeditionary Signal Battalion
  - Airborne and Special Operations Test Directorate

- シモンズ陸軍飛行場（Simmons Army Airfield）の部隊
  - 82nd Aviation Regiment

- Pope Field の部隊
  - 18th Air Support Operations Group
  - 11th Special Operations Intelligence Squadron
  - 14th Air Support Operations Squadron
  - 24th Special Tactics Squadron
  - 43d Air Mobility Operations Group
  - 統合特殊作戦コマンド
    - 第1特殊部隊デルタ作戦分遣隊（通称：デルタフォース）
    - Joint Communications Unit

## 施設
- ウォマック軍病院（英語版） - フォートブ・ラッグ内にある病院
- Fort Bragg Stadium（フォート・ブラッグ野球場、現在は多目的スポーツグラウンド） - 2016年のメジャーリーグベースボールの試合（Fort Bragg Game）を開催するためだけに建設された。
- en:Camp Mackall - フォート・ブラッグの近くにある特殊部隊の訓練場

## 地理について
1990年に、絶滅危惧種en:Red-cockaded woodpeckerが保護対象になったため、この種が多く住むフォート・ブラッグでの訓練が中止や他の射場に間借りする事態になった。その後、訓練期間や各種制限の合意が行われたが、生息数が無事増えたため現在は制限が解除されている。その他、絶滅危惧種の蝶 Neonympha mitchellii francisci の繁殖地としても知られる。